# Коррея, Антониу
Анто́ниу Корре́я (порт. António Correia, 1487—1566) — португальский командир, который завоевал Бахрейн в 1521 году, начал период восьмидесятилетней власти Португалии над Персидским заливом.
Коррея был сыном торговца и исследователя Айреша Коррея, который получил дурную славу за португальский обстрел Калькутты за поколение до этого. Как и его отец, Антониу путешествовал и плел политические интриги в португальских колониях Индийского океана.
В начале XV века Бахрейн занимал всю территорию современного государства и Эль-Катиф в восточной Аравии, управлял им король Мукрин ибн Замиль — один из трех братьев Джабридов, которые контролировали восточное побережье залива. Король Мукрин был номинальным вассалом португальских вассалов — королевства Ормуз, которым он платил дань с прибыльной ловли жемчужин, которые сделали Бахрейн процветающим государством. Подчинив ормузцев в 1515 году и назначив дружественных лидеров, португальский адмирал Афонсу де Албукерки, обозначил джабридов главным препятствием на пути к контролю залива.
В 1521 году Мукрин перестал платить дань ормузцам, побуждая португальцев назначить Антониу Коррею командующим военно-морскими силами, чтобы подчинить Бахрейн. 27 июня 1521 года португальские силы высадились у Кардабада и дали бой Джабридам. Бахрейнские силы были разбиты, а Мукрин захвачен, и, после его смерти из-за раны бедра, полученной в битве, его обезглавили, а голову отправили в Ормуз. Коррея позднее изобразил голову Мукрина, истекающую кровью, на своем семейном гербе. Отрубленная голова все еще находится на гербе графства Лозан — потомков Корреи.
Португальцы незамедлительно начали строить форт в Калат-аль-Бахрейн, чтобы контролировать свои новые владения. Форт до сих пор является объектом всемирного наследия ЮНЕСКО. Но, возможно, главным наследием является то, что правление короля Мукрина было последним периодом, когда слово «Бахрейн» обозначало исторический регион Бахрейна, а не тот архипелаг островов, который образует территорию Бахрейна в наши дни. Вторжение Антониу Корреи сильно повлияло на текущие границы страны.